# Thomas Mansel (Politiker, 1678)
Thomas Mansel (* 4. Mai 1678; † 7. Januar 1706) war ein walisischer Politiker, der fünfmal als Abgeordneter für das House of Commons gewählt wurde. 

## Herkunft
Thomas Mansel entstammte einer Seitenlinie der Familie Mansel. Er war der einzige Sohn von Thomas Mansel, dem einzigen Sohn des Politikers Bussy Mansel, und dessen Frau Elizabeth, einer Tochter von Richard Games aus Penderyn. Da sein Vater bereits 1684 gestorben war, erbte er beim Tod seines Großvaters 1699 dessen Besitzungen bei Briton Ferry bei Neath in Glamorgan, zu denen auch einige Kohlengruben gehörten. Durch diese Besitzungen hatte er mit etwa £ 2000 erhebliche jährliche Einkünfte.

## Politische Tätigkeit
Da sein gleichnamiger entfernter Cousin Thomas Mansel aus der Hauptlinie der Familie aus Margam im Ausland weilte, wurde Mansel als junger Mann nach dem Tod seines Großvaters in einer Nachwahl als Nachfolger seines Großvaters als Knight of the Shire für Glamorgan für das House of Commons gewählt. Bei der Unterhauswahl im Januar 1701 wurde er wiedergewählt, obwohl sein Cousin inzwischen nach Wales zurückgekehrt war. Daraufhin kam es zum Streit zwischen den beiden, der dadurch gelöst wurde, dass Mansel bei der Unterhauswahl im Dezember 1701 für das Borough Cardiff kandidierte, während Thomas Mansel von Margam als Knight of the Shire für Glamorgan kandidierte. Der bisherige Abgeordnete, Edward Stradling, ein Verwandter der Mansels aus Margam konnte überzeugt werden, nicht erneut für Cardiff zu kandidieren. Mit erheblicher Unterstützung von Edward Mansel von Margam konnte sich Mansel bei der Wahl gegen Charles Kemys durchsetzen. Dazu verschaffte ihm Edward Mansel als Ersatz für den nicht so prestigeträchtigen Wahlbezirk das einträgliche Amt des Constable von Cardiff Castle, womit er auch das Amt des Bürgermeisters der Stadt wahrnahm. Im House of Commons wurde Mansel den Tories zugerechnet, wobei er aber 1704 nicht den Versuch einiger Tories unterstützte, die Regierung zu stürzen. In der Öffentlichkeit trat er dagegen gegen Thomas Mansel von Margam zurück.

## Wirtschaftlicher Wettbewerb mit Humphrey Mackworth
Als Betreiber von Kohlegruben in Briton Ferry unweit von Neath geriet Mansel zunehmend in Konkurrenz zu Humphrey Mackworth, dem bislang führenden Betreiber von Kohlegruben bei Neath. Mansel versuchte nun, mit einer Vielzahl von Mitteln Mackworths Betriebe zu stören. Anfangs schickte Mansel täglich Angestellte, Beauftragte oder Freunde zu Mackworths Kohlegruben, die dort den Betrieb aufhalten sollten. Als Mackworth den Zugang zu seinen Betrieben verschloss, ließ mit der Begründung, den Bürgern zustehende Kohlen abholen zu wollen, die Tore aufbrechen. Dabei wurde er von seinem einflussreichen Verwandten Edward Mansel von Margam Abbey und dessen Freund Thomas Popkin unterstützt, die Friedensrichter waren. Schließlich versuchte Mansel mit Unterstützung seiner Verwandten aus Margam, Mackworth zu ruinieren. 1704 und 1705 verstreuten von ihm beauftragte Agenten in den westenglischen Häfen Gerüchte, nach denen Mackworths Kohle von schlechter Qualität sei oder dass er bald den Betrieb schließen müsse. Mansel versuchte Mackworth, Schmuggel nachzuweisen. Er wurde dabei von William Noy, dem Zollaufseher von Neath unterstützt, der mit den Mansels von Margam verwandt war und der Mackworths Wohnsitz Gnoll House durchsuchen ließ. Bürger aus Neath, die von den Mansels angestiftet worden waren, beschuldigten aus anderen Teilen des Landes stammende Arbeiter im Dienst von Mackworth, dass sie trunksüchtig waren oder ihre Töchter belästigen würden. Im Mai 1705 ließen Edward Mansel und Thomas Popkin zwölf Arbeiter von Mackworth zum Dienst in der Armee oder in der Marine pressen, obwohl sie als Facharbeiter in kriegswichtigen Betrieben davon befreit waren. Daraufhin flüchteten 80 weitere Arbeiter aus dem Dienst von Mackworth. Mackworth wehrte sich bei einer Anhörung, doch im Sommer 1705 mussten seine Bergwerke wegen Arbeitermangel ihren Betrieb einstellen. Im August 1705 ließen die Mansels nun Mackworths Schienenbahn, die dieser über eine Straße zum Hafen gebaut hatte, zerstören, da sie angeblich sieben Jahre zuvor ohne Genehmigung errichtet worden war. Obwohl Vertreter der Stadt einwandten, dass dank Mackworths Schienenbahn der Straßenabschnitt im besten Zustand war, ordnete das von Popkin kontrollierte Gericht die Zerstörung der Schienenbahn an. Mackworth wehrte sich nun, indem er selbst Männer aussandte, um Besitzungen von Mansel zu zerstören. wehrten sich nun selbst mit Zerstörungen von Besitz der Mansels. Als Mackworth bei der Unterhauswahl 1705 in Glamorgan gegen Thomas Mansel, einen Verwandten seines Konkurrenten Thomas Mansel kandidieren wollte, bekam der Konflikt eine politische Bedeutung. Bei der Wahl konnten sich die Mansels durchsetzen, und schließlich war es der Tod von Thomas Mansel, der das Überleben von Mackworths Betrieben sicherte.

## Tod und Erbe
Mansel war im September 1705 in London schwer erkrankt, so dass er nicht mehr an Sitzungen des House of Commons teilnehmen konnte. Er starb unverheiratet im Januar 1706 und wurde wie sein Vater in der Westminster Abbey begraben, wobei er kein Grabdenkmal erhielt. Er hinterließ seine Besitzungen auf Lebenszeit seinem Cousin Thomas Mansel von Margam Abbey mit der Auflage, sie an sein Patenkind, Thomas jüngeren Sohn Bussy zu vererben. 